# تیکو (نوازنده)
تیکو (انگلیسی: Tycho؛ زادهٔ ۱۹۷۶/۱۹۷۷ (۴۸–۴۹ سال)) یک موسیقی‌دان اهل ایالات متحده آمریکا است. وی از سال ۲۰۰۲ میلادی تاکنون مشغول فعالیت بوده‌است.